# Atila Kelemen
Atila Kelemen (n. 7 mai 1919, Mureș-Oșorhei, România – d. 24 iunie 1994, Târgu Mureș, România) a fost un jucător român de polo pe apă. El a concurat la Jocurile Olimpice de vară din 1952.
În inerețe a fost sportiv: campion național la înot, polo pe apă; antrenor, maestru al sportului (1954).

## Biografie
A absolvit Liceul Reformat din Târgu Mureș în 1937, apoi a urmat cursurile Facultății de Medicină la Univiverditatea din Cluj-Mapoca, pe care a absolvit-o în 1944. A urmat o specializare în medicină sportivă la București în 1949. A obținut doctoratul în științe medicale la IMF București, specialitatea chirurgie infantilă (1961). A devenit preparator la Clinica de Chirurgie de Urgență Cluj (1944-47). Devine asistent
universitar (1947-60), apoi șef de lucrări (1966-72) și conferențiar universitar, apoi șef de catedră la Institutul de Medicină și Farmacie din Târgu Mureș. Este numit șef de clinică la Secția de chirurgie infantilă Târgu Mureș (1972-87).
A făcut cercetare în următoarele domenii: ortopedie infantilă, stenoză gastrică infantilă, malformații congenitale ale bazinului, displazia coxo-femurală congenitală etc. A publicat în Orvosi Szemle - Revista Medicală⁠(d); Chirurgia⁠(d); Pediatria⁠(d); Viața Medicală⁠(d). 
Lucrări publicate
- Ortopedia. – Târgu Mureș, 1977.
  - în colaborare:
- Sebészeti jegyzet. – Marosvásárhely, 1953. – 1. volum.
- Az álatlános sebészet alapvonalai. – 1. rész
- Általános sebészet pathológia. – 239 p.
- Sebészet. – 2. átdolgozott kiad. – Marosvásárhely, 1960. – 1. volum.
- Az általános sebészet alapvonalai. – 490 p.

- - Referințe
- Romániai magyar irodalmi lexikon. – Bukarest, 1981-. – 2. volume.: G-Ke. – 1991.
- Genersich Antal Emlékkönyv. – 1994.
- A marosvásárhelyi magyar nyelvű orvos – ésgyógyszerészképzés 50 éve. – 1995.